# Igor Andriejew
Igor Waleriewicz Andriejew, ros. Игорь Валерьевич Андреев (ur. 14 lipca 1983 w Moskwie) – rosyjski tenisista, reprezentant w Pucharze Davisa, olimpijczyk.
Syn prywatnego przedsiębiorcy, treningi tenisowe rozpoczął w wieku 7 lat w Moskwie, by jako piętnastolatek przenieść się do hiszpańskiej Walencji.

## Kariera tenisowa
W gronie tenisistów zawodowych zadebiutował w 2002 roku. Początkowo startował w turniejach z serii ITF Futures oraz ATP Challenger Tour. W 2003 roku, na początku października, Rosjanin po raz pierwszy osiągnął ćwierćfinał zawodów rangi ATP World Tour, w Moskwie.
W 2004 roku Andriejew awansował do czołowej pięćdziesiątki rankingu, m.in. dzięki dojściu do finałów w Gstaad i Bukareszcie. W Gstaad przegrał pojedynek o tytuł z Rogerem Federerem, a w stolicy Rumunii nie sprostał w finale José Acasuso. W tym samym sezonie zadebiutował również we wszystkich czterech imprezach wielkoszlemowych, najdalej dochodząc na Rolandzie Garrosie do IV rundy, gdzie musiał uznać wyższość późniejszego zwycięzcy Gastóna Gaudio. W II rundzie wyeliminował obrońcę tytułu Juana Carlosa Ferrero. Pod koniec sezonu Andriejew wygrał turniej w Moskwie w konkurencji gry podwójnej. Będąc w parze z Nikołajem Dawydienką w spotkaniu o tytuł pokonali 3:6, 6:3, 6:4 Mahesha Bhupathiego i Jonasa Björkmana.
Pierwsze turniejowe zwycięstwo rangi ATP World Tour w grze pojedynczej Rosjanin odniósł w Walencji, w kwietniu 2005 roku, gdzie pokonał w finale Davida Ferrera 6:3, 5:7, 6:3. Wcześniej w tym turnieju wyeliminował Rafaela Nadala, dla którego była to ostatnia porażka na korcie ziemnym na ponad rok. W połowie września Rosjanin awansował do finału w Bukareszcie, w którym uległ Florentowi Serrze, a następnie wygrał turnieje w Palermo i w Moskwie. W Palermo pokonał w finale Filippo Volandriego 0:6, 6:1, 6:3, natomiast w Moskwie wynikiem 5:7, 7:6(3), 6:2 (ze stanu 5:7, 0:4) Nicolasa Kiefera. W stolicy Rosji Andriejew dotarł również do finału debla jednak, w parze z Nikołajem Dawydienką, poniósł porażkę z Maksem Mirnym i Michaiłem Jużnym.
Na początku sezonu 2006 Andriejew osiągnął finał w Sydney, w którym uległ Jamesowi Blake'owi. W marcu po raz pierwszy awansował do ćwierćfinału rozgrywek ATP Masters Series, w Indian Wells, ponownie przegrywając z Blakiem. W kwietniu doznał kontuzji kolana, która wyeliminowała go ze startów do końca października.
W 2007 roku Rosjanin osiągnął pierwszy ćwierćfinał zawodów wielkoszlemowych, podczas Rolanda Garrosa, eliminując m.in. Andy'ego Roddicka i Markosa Pagdatisa. Pojedynek o awans do półfinału przegrał z Novakiem Đokoviciem. W tym samym sezonie wraz z reprezentacją Rosji do finału Pucharu Davisa. W I rundzie przeciwko Chile Andriejew miał decydujący wkład w awans do ćwierćfinału, po zwycięstwie w decydującym meczu z Nicolásem Massú. W ćwierćfinale Rosjanie wyeliminowali Francję, a w półfinale Niemcy. Przeciwko Niemcom Andriejew ponownie zagrał decydujące spotkanie, wygrywając z Philippem Kohlschreiberem. W finale Rosjanie zmierzyli się ze Stanami Zjednoczonymi. Amerykanie zwyciężyli 4:1, a jedyny punkt dla Rosjan zdobył Andriejew, po pokonaniu Boba Bryana.
W maju 2008 roku Andriejew doszedł, wraz z reprezentacją Rosji, do finału Drużynowego Pucharu Świata. Finałowa rywalizacja zakończyła się porażką Rosjan 1:2 ze Szwecją, a punkt dla Rosji zdobył Andriejew po pokonaniu Thomasa Johanssona. W lipcu Andriejew awansował do finałów w Gstaad i Umagu. W Gstaad nie sprostał w finale Victorowi Hănescu, a w Umagu przegrał z Fernando Verdasco. Na koniec sezonu, dnia 3 listopada, Andriejew awansował na 18. miejsce w singlowym rankingu, najwyższe w karierze.
W 2009 roku Rosjanin najlepsze wyniki osiągnął w Gstaad i New Haven, awansując do półfinałów. Również w 2010 roku najlepszymi wynikami Andriejewa są półfinały, z Costa do Sauipe i Kuala Lumpur. W 2011 roku, na koniec sezonu, spadł w rankingu poniżej setnego miejsca. W 2012 roku najdalej doszedł do półfinału, w kwietniu w Casablance.
Z końcem sezonu 2013 Andriejew zakończył zawodową karierę.

### Finały w turniejach ATP World Tour
| Legenda                                      |
| -------------------------------------------- |
| Wielki Szlem                                 |
| Igrzyska olimpijskie                         |
| Tennis Masters Cup / ATP Finals              |
| ATP Masters Series / ATP Tour Masters 1000   |
| ATP International Series Gold / ATP Tour 500 |
| ATP International Series / ATP Tour 250      |

#### Gra pojedyncza (3–6)
| Końcowy wynik | Nr | Data                 | Turniej   | Nawierzchnia    | Przeciwnik        | Wynik finału       |
| Finalista     | 1. | 11 lipca 2004        | Gstaad    | Ceglana         | Roger Federer     | 2:6, 3:6, 7:5, 3:6 |
| Finalista     | 2. | 19 września 2004     | Bukareszt | Ceglana         | José Acasuso      | 3:6, 0:6           |
| Zwycięzca     | 1. | 10 kwietnia 2005     | Walencja  | Ceglana         | David Ferrer      | 6:3, 5:7, 6:3      |
| Finalista     | 3. | 19 września 2005     | Bukareszt | Ceglana         | Florent Serra     | 3:6, 4:6           |
| Zwycięzca     | 2. | 2 października 2005  | Palermo   | Ceglana         | Filippo Volandri  | 0:6, 6:1, 6:3      |
| Zwycięzca     | 3. | 16 października 2005 | Moskwa    | Dywanowa (hala) | Nicolas Kiefer    | 5:7, 7:6(3), 6:2   |
| Finalista     | 4. | 14 stycznia 2006     | Sydney    | Twarda          | James Blake       | 2:6, 6:3, 6:7(3)   |
| Finalista     | 5. | 13 lipca 2008        | Gstaad    | Ceglana         | Victor Hănescu    | 3:6, 4:6           |
| Finalista     | 6. | 20 lipca 2008        | Umag      | Ceglana         | Fernando Verdasco | 6:3, 4:6, 6:7(4)   |

#### Gra podwójna (1–1)
| Końcowy wynik | Nr | Data                 | Turniej | Nawierzchnia    | Partner            | Przeciwnicy w finale           | Wynik finału  |
| Zwycięzca     | 1. | 17 października 2004 | Moskwa  | Dywanowa (hala) | Nikołaj Dawydienko | Mahesh Bhupathi Jonas Björkman | 3:6, 6:3, 6:4 |
| Finalista     | 1. | 16 października 2005 | Moskwa  | Dywanowa (hala) | Nikołaj Dawydienko | Maks Mirny Michaił Jużny       | 1:5, 1:5      |